# كأس البرازيل 1995
كأس البرازيل 1995 هو الموسم 7 من كأس البرازيل. أقيم خلال الفترة 14 فبراير 1995 وحتى 21 يونيو 1995، وأشرف على تنظيمه اتحاد البرازيل لكرة القدم، وكان عدد الأندية المشاركة فيه 36، وفاز فيه نادي كورينثيانز.